# (34849) 2001 SG288
2001 SG288 (asteroide 34849) é um asteroide da cintura principal. Possui uma excentricidade de 0.11251810 e uma inclinação de 14.13920º.
Este asteroide foi descoberto no dia 27 de setembro de 2001 por NEAT em Palomar.